# 두샨 바예비치
두샨 바예비치(세르비아어: Душан Бајевић; 그리스어: Ντούσαν Μπάγεβιτς, 1948년 12월 10일, 모스타르 ~)는 보스니아 출신의 전 축구 선수이자 현 축구 감독.

## 선수 경력
두샨 "두슈코" 바예비치는 완전한 선수였다. 그는 벨레주 소속으로 거의 400경기를 활약해 170골을 득점하였다. 당시 그의 감독은 술레이만 레바츠였다. 그는 벨레주에서 1966년부터 1977년까지 활약하다가 AEK로 이적해 그리스 리그를 2번 우승하였다. 그는 AEK 역사상 가장 논란의 인물이다. 그는 성공적인 선수로, AEK 팬들의 지지를 받았다. 그는 1977년에 팀에 합류해 당대 다른 위대한 선수들과 함께하여 두번의 리그 우승과 한번의 컵 우승을 일구어냈다. 그는 토마스 마브로스와 조합되어 유럽에서 손꼽히며 클럽의 가장 많은 지지를 받은 공격 듀오가 되었다. 1979-80 시즌, 그는 리그 득점왕을 차지하기도 하였다.
1981년, 그는 벨레주로 복귀해 은퇴하는 1983년까지 머물렀다. 그는 현역 시절동안 유고슬라비아 1부 리그 1969-70에서 득점왕을 차지 (20골) 한 슬로보단 바예비치와 동행하였다. 그는 1974년 FIFA 월드컵에서 유고슬라비아 대표로 출전해 자이르전에서 해트트릭을 기록했다. 그는 1970년부터 1977년까지 유고슬라비아 국가대표로 활약하면서 37경기에 출전해 29골을 넣었다.

## 감독 경력
1983년, 현역 은퇴 후, 그는 벨레주 감독직을 수락하였다. 1985-86 시즌, 그는 유고슬라비아 컵 결승전에서 디나모 자그레브를 3-1로 이기고 팀을 우승으로 이끌었다. 그 다음 시즌, 벨레주는 리그에서 준우승을 차지하였고, 그리스로 가 AEK의 지휘봉을 잡았다. 그는 "네레트바의 왕자"로 회자되며, BMW 라인 (바예비치, 마리치, 그리고 블라디치) 조합의 일원이었다. 바예비치는 모친의 성을 사용한다.

### AEK
1988년, 그는 AEK의 감독으로 취임했다. 임기 첫 시즌 (1988-89 시즌) 에 그는 팀을 뜻밖의 우승으로 이끌었는데, 팀은 그가 현역 시절 딴 이래 10년만에 리그 정상을 차지했다. 그는 이후 리그 3연패 (1991-92 시즌, 1992-93 시즌, 1993-94 시즌)를 차지하였고, 그리스 슈퍼컵을 한차례, (1989) 리그컵 1회, (1989-90 시즌) 그리스 컵 1회, (1995-96) 그리고 전-지중해 컵 (1991) 을 우승하였다.
클럽은 그의 지휘 하에 유럽대항전에서 준수한 성적을 냈다. 유러피언컵에서 팀은 16강에 한차례 (1989-90 시즌) 들었고, UEFA 챔피언스리그에서도 16강에 두번 (1992-93 시즌과 1994-95 시즌) 들었으며, UEFA컵위너스컵에서도 16강에 한차례, (1995-96 시즌) UEFA컵에서도 16강에 한번 (1991-92 시즌) 들었다.

### 올림피아코스
1996년, AEK에서 영광스러운 8시즌을 보낸 후, 바예비치는 올림피아코스로 이적하였고, 그에 따라 AEK 팬들은 그를 적대시했다. 올림피아코스 감독 취임 후, 바예비치는 10년의 무관 끝에 1996-97 시즌 알파 에트니키 우승을 거두었고, 그로부터 리그 3연패를 달성하였다. 1998-99 시즌, 팀은 더블을 달성하였고, 지금까지 팀 역사상 처음이자 마지막으로 UEFA 챔피언스리그 8강행에 성공하였다.
1996-97 시즌, 바예비치는 올림피아코스를 10년만에 처음으로 리그 정상에 올려놓아, "암흑기"에 종지부를 찍었다. 이 시즌, 팀은 AEK와 승점 12점차로 알파 에트니키 우승을 거두었고, 파나티나이코스와는 승점 20점차를 냈다.
그 다음 시즌인 1997-98 시즌, 올림피아코스는 UEFA 챔피언스리그에 처음 참가해 조별 리그를 3위로 마쳤다. 알파 에트니키에서, 바예비치의 팀은 AEK, 파나티나이코스와 치열한 리그 우승 경쟁을 벌였으나, 올림피아코스는 파나티나이코스에 결정적인 승리 (2-0)를 거두며 리그 2연패를 달성하였고, 파나티나이코스와의 최종 승점차는 3점이었다.
1998-99 시즌은 매우 성공적인 시즌이었다. 올림피아코스는 UEFA 챔피언스리그 8강에 진출해 8강에서 유벤투스에 패 (이탈리아에서 1-2 패, 스피로스 루이스에서 1-1 무) 하여 탈락했다. 리그에서, 올림피아코스는 AEK와 10점차, 파나티나이코스와 11점차로 우승을 거두었다. 그리스 컵 1998-99에서, 올림피아코스는 라이벌 파나티나이코스를 2-0으로 누르고 우승을 거두었다.
1999-2000 시즌, 팬들은 지우반니와 즐라트코 자호비치의 영입으로 큰 기대를 가졌으나, 바예비치의 팀은 UEFA 챔피언스리그 1999-2000의 1차 조별 리그전에서 3위에 그쳤다. 1999년 11월 11일, 올림피아코스는 알파 에트니키 1999-2000에서 선두를 달림에도 불구하고 경질되었다.

### PAOK
바예비치는 오랜 기간동안 무직 상태로 머물지 않았는데, 북쪽 마케도니아의 중심 테살로니키로 이주한 그는 PAOK의 지휘봉을 잡았다. 클럽에서 그는 아테네에서 열린 2000-01 시즌 컵대회 결승전에서 자신이 전에 지도하면서 높은 수준의 축구를 전도한 올림피아코스를 4-2로 이기고 우승 (30년만에 우승) 을 거두었다.

### AEK 2기
2002년 여름, 바예비치는 AEK로 복귀하였다. 팬들은 그를 받아들이는 쪽과 올림피아코스로 배반한 것을 잊지 않는 두갈래로 나뉘었다. 후자는 그의 삶을 생지옥으로 만들었다. UEFA 챔피언스리그 2002-03에서 AEK는 6번의 조별 리그 경기에서 모두 무승부를 거둔 최초의 팀이자 현재까지 유일한 팀이 되었고, 최종적으로 조 3위를 차지하였다. 가장 두드러지는 성과는 디펜딩 챔피언 레알 마드리드를 상대로 니코스 구마스 경기장에서 3-3으로 비긴 뒤, 마드리드의 베르나베우에서도 0-2로 밀리다가 레알 마드리드에게 2-2로 또 비긴 것이었다.
여전히 AEK에서 그를 적대하는 세력이 존재하였다. 이라클리스 테살로니키와의 리그 경기에서, 바예비치는 디스를 더 이상 견딜수 없다 생각하였고, 벤치에서 경고의 말 없이 경기 전반전이 종료된 후 즉시 사임하였다.

### 올림피아코스 2기
2004년, 그는 올림피아코스로 복귀해 또다시 더블을 달성했다. 또한 그의 팀은 챔피언스리그에서 승점 10점을 적립하며 16강 진출에 근접하였으나, 리버풀과의 최종전에서 1-3으로 패하면서 안타깝게 무산되었다. 올림피아코스는 UEFA컵에서 4라운드까지 진출하는 선전을 해냈다. 이러한 우수한 성적과 다수의 지지에도 불구하고, 7번 출입구 열성팬들이 팀이 임전하는 모습에 만족하지 않고 비난하면서 사임하게 되었다.

### 레드 스타 베오그라드
2006년 5월 25일, 바예비치는 유러피언컵 정상에 올라본 적 있는 레드 스타 베오그라드의 감독이 되었다. 그는 드라간 스토이코비치 클럽 회장에 의해 방금 전에 팀을 떠난 왈테르 젱가를 대체하기 위해 영입되었고, 그의 취임은 경험 많고 그리스 리그에서 성공을 거둔 바예비치의 명성을 안 클럽의 팬들로부터 환영받았다.
세르비아 몬테네그로 우승팀 레드 스타가 거는 기대는 높았는데, 팀은 UEFA 챔피언스리그 2006-07 예선전을 앞두고 있었다. 아일랜드 우승팀 코르크 시티와의 첫 라운드를 가볍게 통과한 후, 팀은 강호 밀란과의 최총 예선 라운드에서 저항에도 불구하고 합계 1-3으로 패하였다. 챔피언스리그 본선행 실패에도 불구하고, 밀란전에서 긍정적인 결과를 가지고 나왔으나, 바예비치의 팀이 UEFA컵 2006-07 1라운드에서 슬로반 리베레츠에게 합계 1-4 (홈 1-2 패배 포함) 로 무기력하게 패해 조별 리그에 진출하지 못하면서 상황이 급변하였다.
유럽대항전에서의 실패와 대조되게, 바예비치의 팀은 국내 리그에서 긍정적인 결과를 받아들였고, 겨울 휴식기를 앞두고 14점차 선두를 가져갔다. 그러나, 후반기는 불가해한 기량의 하락과 함께 시작하였다. 하락세는 2007년 2월 24일, 영원한 적수인 파르티잔에게 2-4로 패하면서 계속되었다. 며칠 후인 2007년 2월 27일, 바예비치가 SOS 카날 TV 방송국 출연 중, 성난 팬들은 당시 마르카나 경기장 주차장에 주차된 바예비치의 구단 증여 도요타 SUV를 벽돌로 측면 유리창을 깼다.
바예비치의 레드 스타 임기는 2007년 3월 10일, 보이보디나전을 끝으로 충격적으로 마감되었다. 레드 스타는 홈에서 0-2로 밀리는 가운데 팬들이 "두샨 떠나라" 구호를 외치기 시작했다. 클럽의 가장 충직한 서포터들이 집결하는 북쪽 스탠드 팬들 다수가 구호를 외치자, 바예비치는 경기가 한창 진행중인 70분에 팀을 남겨두고 그라운드를 떠났다. 경기는 0-3으로 마감되었고 그에 따라 2위와의 승점차가 6점으로 줄어들었다. 바예비치의 레드 스타에서 2006-07 시즌 기록은 리그 14승 3무 3패였다.

### 아리스
2007년 9월 7일, 바예비치는 아리스와 3년 계약을 체결하였다. 2007-08 시즌, 아리스의 지휘봉을 잡은 그는 팀을 훌륭히 이끌었다. 아리스는 수페르리가 엘라다에서 4위라는 준수한 성적을 내고 그리스 컵 결승전에 올라갔으나, 리그 우승팀 올림피아코스에 0-2로 졌다. 2008년 7월 1일, 라브로스 스코드라스 아리스 회장이 스타 수비수 아브람 파파도풀로스를 벤치로 앉힌 것에 대해 연장 계약을 거절하자 사임을 결정했다.
UEFA컵에서, 아리스는 우수한 성적을 거두었는데, 레알 사라고사를 떨구고 바예비치의 전 소속팀 레드 스타 베오그라드에 홈에서 3-0 대승을 거두었다. 볼턴 원더러스전과 브라가전 무승부와 바이에른 뮌헨전 뮌헨 원정 0-6 대패는 팀의 다음 라운드 진출을 물거품으로 만들었다.
그의 사임 후, 그는 파나티나이코스와 링크되었고, 바예비치의 계약이 임박했다는 보도가 나왔다. 그러나, 그는 팀에 합류하지 않기로 결정하였고, 결국 그 자리는 헹크 텐 카터가 가져갔다.
10월 말까지, 파나티나이코스가 기대 이하의 성적을 거두고, 텐 카터 파나티나이코스 감독의 경질이 임박하자, 코스타스 안토니우는 바예비치에게 녹색 군단의 사령탑을 다시 제의하였으나, 이번에도 거절하였다.

### AEK 3기
2008년 11월 21일, 바예비치는 AEK로 전 AEK 선수 두명과 함께 복귀하였고, 이 중 스텔리오스 마놀라스는 기술 고문직을, 리산드로스 게오르감리스는 수석 코치를 맡았다.
AEK 감독 재취임에 관한 첫 기자회견에서, 바예비치는 넘겨 받은 선수단, 어려운 시즌의 전망에도 남아 있는 야망, 네아 필라델페이아의 상징적인 홈구장 니코스 구마스 경기장으로의 복귀, 그리고 팬들과의 깊은 관계와 같은 다양한 주제에 답하였다.
AEK의 니코스 구마스 경기장 복귀와 관해서 바예비치는: "저희 집과 같은 곳입니다. 선수로써, 감독으로써, 저는 그곳에서 살았었거든요," "네아 필라델페이아의 경기장으로 돌아가고 싶은 사람들은 저 뿐만이 아닙니다. 그곳으로 돌아가고 싶은 사람들은 많습니다." 그는 같은 기자 회견에서 팬들과 오리지널 21과의 관계에 대해 질문을 받았다. "저는 저에 대해 고뇌에 빠진 사람들에게 사과하며, 모두에게 사죄의 말씀을 드려야겠습니다." "우리는 이에 대해 지금 언급할 수 없습니다. 우리는 모두 AEK를 사랑합니다. 우리는 좋은 점과 나쁜 점을 잊고 미래를 내다봐야 합니다."
그가 3기에 처음으로 맡은 경기는 2008년 11월 23일, 1-1로 비긴 OFI와의 크레타섬 원정이었다. "쌍두독수리 군단"의 3기 첫 시즌은 롤러코스터와 같았다. AEK는 리그를 4위로 마치면서 연간 플레이오프에 진출하였고, AEK는 여기에서 2위를 차지하여 다음 시즌에 UEFA 유로파리그로 진출하였다. 바예비치는 AEK를 그리스 컵 결승전에 올려놓았으나 올림피아코스에게 연장 접전 끝에 4-4로 비긴 후, 승부차기에서 15-16으로 아쉽게 패하였다.
2010년 8월 7일, 바예비치는 축구 입문 이래 최악의 상황을 경험하였다. AEK 팬들 몇명이 2부 리그 칼리테아와의 친선전에서 패하자 그를 공격하였던 것이었다. 바예비치는 그레고리스 람브라키스 경기장에서 1-2로 패하고 그라운드를 나가려 하자, 그를 둘러싼 팬들에게 주먹으로 가격당한 후 맨땅에 넘어졌다.
칼리테아에서의 사건은 바예비치의 사임으로 이어질 것이라는 예상이 있었으나, AEK 보드진, 선수, 그리고 AEK 팬 다수의 압도적인 지지에 의해 클럽에 잔류하게 되었다. 그에 대한 공격을 담은 영상물은 전세계적으로 충격을 가져다 주었고, 다수의 해외 언론들은 그리스가 축구 경기에서 훌리건을 퇴치하는데 성과가 그리 이루어지지 못한 것에 대해 지적하였다.
한달 반 후인 2010년 9월 26일, 바예비치는 올림피아코스 볼루와의 수페르리가 엘라다 원정 경기에서 1-3으로 패하자 AEK 감독직을 사임했다.

### 오모니아
2010년 10월 13일, 바예비치는 타키스 레모니스의 사임으로 공석이 된 키프로스 클럽 오모니아와 계약해 감독이 되었다. 코칭스태프는 2명의 훈련 코치진이 붙었는데, 리산드로스 게오르감리스는 수석 코치였고, 디미트리스 부루지카스는 체력 코치를 맡았다. 바예비치는 10월 18일, 올림피아코스 니코시아와의 월요일 경기에서 데뷔하였다.

### 그리스 복귀
2012년 6월 2일, 바예비치는 그리스 컵 준우승팀 아트로미토스와 2년 계약을 맺었다. 그는 며칠 전에 팀을 떠난 요르고스 도니스를 대신했다. 보스니아인 감독은 그리스로 1년 반만에 복귀해 5번째 그리스 클럽의 감독직을 맡았다.
2012년 12월 22일, 그는 그리스 컵 2012-13에서 2부 리그 올림피아코스 볼루에게 3라운드에서 패한 후 사임하였다. 팀은 아녜테에게 인저리 타임 동점골을 허용해 탈락하였다. 리그에서, 아트로미토스는 15경기를 치른 시점에 4위를 차지했다.

## 행정직

### 보스니아 헤르체고비나 축구 협회
2011년 4월 1일, 보스니아 헤르체고비나 축구 협회가 FIFA와 UEFA로부터 2달동안 국제 경기 출장 정지 징계를 받자, 바예비치는 보스니아 축구 협회를 운영하여 FIFA의 변화를 수락하고 FIFA로부터 징계를 철회하게 하기 위한 대행 위원회인 "정상화 위원회"의 일원이 되었다.

## 수상

### 선수

#### 클럽
AEK
- 알파 에트니키: 1977-78, 1978-79
- 그리스 컵 1977-78

#### 개인
- 유고슬라비아 1부 리그 득점왕: 1969-70
- 유고슬라비아 올해의 축구 선수: 1972
- 수페르리가 엘라다 득점왕: 1979-80

### 감독
벨레주 모스타르
- 유고슬라비아 컵: 1985-86

AEK
- 알파 에트니키: 1988-89, 1991-92, 1992-93, 1993-94
- 그리스 컵: 1995-96
- 그리스 슈퍼컵: 1989
- 그리스 리그컵: 1989-90

올림피아코스
- 알파 에트니키: 1996-97, 1997-98, 1998-99, 2004-05
- 그리스 컵: 1998-99, 2004-05

PAOK
- 그리스 컵: 2000-01

## 기타
2008년 9월 10일, 두샨 바예비치는 모스타르 시 체육 협회로부터 고향의 체육과 일반 체육 발전에 대한 공로로 상을 받았다.